# Poggi del Sasso
Poggi del Sasso è una frazione del comune italiano di Cinigiano, nella provincia di Grosseto, in Toscana.

## Geografia fisica
La frazione è situata all'estremità nord-occidentale del territorio comunale e dista circa 8 km da Cinigiano e poco più di 35 km da Grosseto. Posta nella valle del fiume Ombrone tra Paganico, Campagnatico e Cinigiano, raggruppa dei nuclei abitativi rurali al limitare del territorio comunale oltre Sasso d'Ombrone. Il paesaggio tipicamente toscano è composto da numerosi oliveti e vigneti di rilevanza storico-paesaggistica.

## Storia
Il primo nucleo storico di Poggi del Sasso, di probabile origine medievale e possedimento della potente famiglia degli Ardengheschi, è la località "Castello", la parte alta del paese chiamata anche "Poggi Alti" per distinguerla dai "Poggi Bassi", ovvero la parte più in basso e moderna. Come si evince dalla cartografia del catasto leopoldino del 1823, il borgo antico, che non ha avuto sostanziali trasformazioni, si presenta a forma di "mezzaluna" con la parte lineare che guarda verso nord-ovest e quella sporgente a nord-est. Il borgo è situato in posizione strategica in quanto si colloca nell'asse viario che collega Sasso d'Ombrone con i castelli di Colle Massari, Monte Cucco e Vicarello. Anticamente la maggior parte delle abitazioni erano comunicanti tra di loro, numerosi sono stati i ritrovamenti di porte ormai murate, e questo fa pensare ad un unico grande agglomerato abitativo, come un borgo fortificato e arroccato sulla roccia con probabile funzione di stoccaggio e difesa delle merci della corte del Sasso di Maremma alla quale apparteneva. Tale finalità è dimostrata anche dalle ampie cantine scavate nella roccia, locate sotto le abitazioni ed in particolare dal grande magazzino sotto l'edificio centrale. Nel XVIII secolo vennero aggiunte al "Castello" una fila di case e palazzetti che dalla piazza centrale, denominata un tempo piazza Castello e attualmente piazza Marsala, scendono per tutta la vecchia via del Castello, oggi via Orvieto, o più comunemente detta "il discesone". Nella seconda metà del XIX secolo venne costruito il palazzo centrale che domina la piazza, con il pozzo-cisterna e corte interna e con al piano terra cantine e magazzini ad opera di Basilio Marzocchi, come si evince dall'iscrizione sul medesimo pozzo. Il centro storico si presenta con due accessi principali ed una strada che lo circonda. Attorno ad esso si sono con il tempo sviluppati piccoli borghi rurali di simile dimensione tra loro come le Cosole, Tribolone, Case Brogi, Tartucaio, la Pergola, il Volpaio, la Cava e Carceroni.
Nel 2017 e 2018 il centro storico di Poggi del Sasso è stato oggetto di un ampio lavoro di riqualificazione grazie al contributo del Ministero delle infrastrutture e dei trasporti e di Acquedotto del Fiora. 
Nello stesso anno è nata l'Associazione Culturale Poggi del Sasso che ha come finalità il compito di promuovere eventi e manifestazioni culturali oltre che la tutela del luogo e la sponsorizzazione turistica ed enogastronomica della frazione.

## Monumenti e luoghi d'interesse

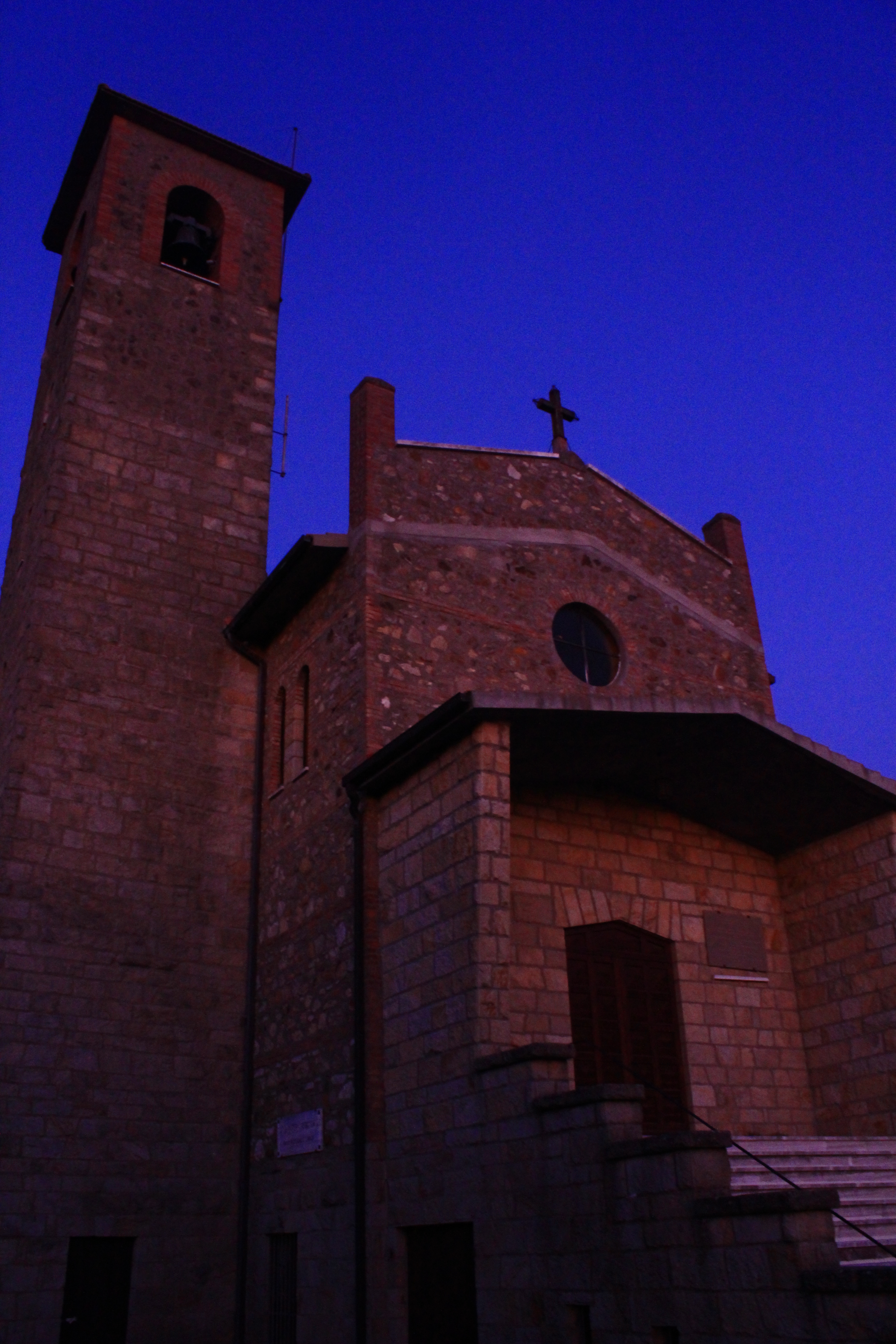
La chiesa di Santa Margherita

### Architetture religiose
- Chiesa di Santa Margherita, chiesa parrocchiale della frazione, è stata eretta nel 1958 su un progetto di Ernesto Ganelli risalente agli anni trenta, ma consacrata soltanto nel 1970 e dedicata a santa Margherita in ricordo di un'antica chiesa medievale situata nelle vicinanze, in località San Martino, nei pressi di Vicarello. Al suo interno sono conservati pregevoli opere, come un dipinto raffigurante la Madonna con bambino, San Giovannino e Santa Caterina da Siena, della seconda metà del XVI secolo, una formella in marmo con la Madonna con bambino in preghiera (XV secolo), conservata nel tabernacolo, e un Crocifisso ligneo del XVII secolo. Nel settembre 2018 è stato posizionato all'interno della Chiesa un polittico raffigurante tutti i Santi della frazione di Poggi del Sasso opera del pittore Arnaldo Mazzanti [3].
- Cappella di Poggi del Sasso, nota anche come Il Chiesino o Chiesa di Santa Maria del Carmine, si tratta di un edificio religioso costruito nel XVII secolo come cappella rurale.
- Monastero di Siloe, realizzato a partire dal 2000 su progetto dell'architetto Edoardo Milesi.
- Chiesa di Santa Maria a Vico.
- Pieve di San Martino a Vico, presso il castello di Vicarello.
- Pieve di Sant'Ippolito a Martura (nel sito archeologico di Santa Marta).
- Cappella di Santa Marta, presso il castello di Colle Massari.

### Architetture militari
Nei pressi si trovano il Castello di Colle Massari (che guarda il versante cinigianese) e la tenuta del Castello di Monte Cucco (posizionato sul versante che domina la Maremma grossetana) che sorge in prossimità di un antico presidio risalente all'anno mille, con annessa la cappella di Sant'Antonio abate a Montecucco, costruita invece negli anni quaranta del Novecento dalla famiglia Piccolomini Clementini. Di notevole importanza per la sua struttura quasi intatta è il medievale castello di Vicarello, a ridosso di Campagnatico.

## Società

### Evoluzione demografica
Quella che segue è l'evoluzione demografica della frazione di Poggi del Sasso. 
Sono indicati gli abitanti del centro abitato, che corrispondono ad 1/3 del totale, e dove è possibile è inserita la cifra riferita all'intero territorio della frazione.
| Anno | Abitanti       | Abitanti |
| Anno | Centro abitato | Frazione |
| ---- | -------------- | -------- |
| 1961 | 103            | 523      |
| 1981 | 130            | 342      |
| 1991 | 112            | -        |
| 2001 | 88             | -        |
| 2011 | 98             | -        |